# SN 2005 gj
SN 2005gj fue una supernova que se encuentra aproximadamente a 864 millones de años luz (265 millones de pársecs) de la Tierra. Su descubrimiento se dio lugar el 29 de septiembre de 2005 por el Sloan Digital Sky Survey y la cercana Supernova Factory .   2005gj destacaba por tener cualidades de supernovas tanto de tipo Ia como de tipo II, y porque se encontraron líneas de emisión de hidrógeno en su espectro (ver series espectrales de hidrógeno ).  Se cree que estas líneas de hidrógeno, que se encontraron en el espectro con un corrimiento al rojo z=0,0613, son indicativas de interacciones con un medio circunestelar (CSM; un anillo de materia similar a una nebulosa en forma de rosquilla alrededor de una estrella) por la materia eyectada de la supernova. o de una progenitora de enana blanca .  Estas líneas de emisión son extremadamente raras en las supernovas de Tipo Ia – sólo se ha observado que otro Tipo Ia, SN 2002ic, exhibe las mismas propiedades.   Sin embargo, la interacción CSM de 2005gj fue mucho más fuerte y observada más claramente que la de 2002ic. EL historial de pérdidas de masa que sugieren las líneas de hidrógeno de 2005gj ha sido citada como evidencia de que las hipergigantes de variable azul luminosa (LBV) pueden ser progenitoras de supernovas termonucleares. 
2005gj también se destacó por su exceso de luminosidad. Con una curva de luz que alcanzó su máximo entre 14 – 47 días después de la observación inicial,  era tres veces más luminosa que SN 1991T (que era, en el momento de su descubrimiento en 1991, la supernova de tipo Ia más brillante jamás registrada), 1,5 veces más luminoso que SN 2002ic,  y cerca de 100 veces más luminoso de lo que antes se creía posible.  Los científicos Denis Leahy y Rachid Ouyed de la Universidad de Calgary sostienen que la incidencia puede ser debido a que se trata de una nova de quarks, un proceso muy luminoso que implica la degeneración de neutrones en sus quarks constituyentes, podría explicar la magnitud inusual de la luminosidad. 